# Даніель Бахманн
Даніель Бахманн (нім. Daniel Bachmann; нар. 9 липня 1994, Відень) — австрійський футболіст, воротар англійського клубу «Вотфорд».

## Клубна кар'єра
Народився 9 липня 1994 року в місті Відень. Вихованець ряду австрійських юнацьких команд, після яких 2011 року потрапив до академії англійського «Сток Сіті» з міста Сток-он-Трент.
Не пробившись до першої команди «гончарів» австрійця для отримання ігрової практики здавали в оренду в нижчолігові англійські клуби «Рексем» та «Бері», а також у шотландський «Росс Каунті», у складі якого він зіграв один матч у вищому дивізіоні, замінивши травмованого воротаря Скотта Фокса у грі пороти «Гамільтон Академікал» (2:0) 8 серпня 2015 року.

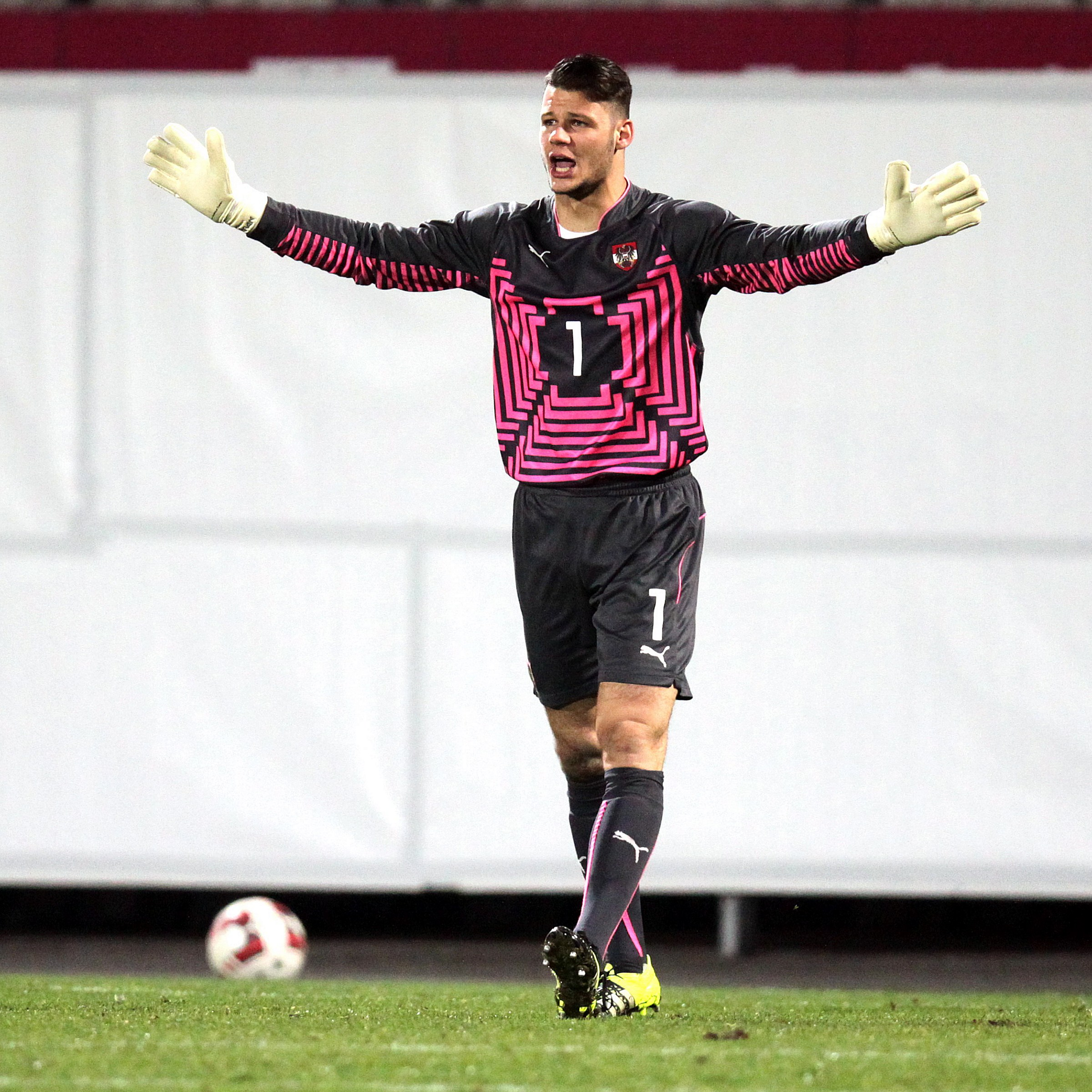
Даніель Бахманн під час виступів за молодіжну збірну Австрії. 2015 рік.

У липні 2016 року Бахманн повернувся в «Сток Сіті», продовживши контракт на один рік, але у сезоні 2016/17 виступав виключно за молодіжну команду, тому по його завершенні покинув клуб.
1 липня 2017 року Бахманн уклав трирічний контракт з «Вотфордом». У новій команді також тривалий час не міг дебютувати у першій команді і здавався в оренду в шотландський «Кілмарнок», де був основним голкіпером команди у сезоні 2018/19. Лише 4 січня 2020 року австрійський воротар дебютував за «Вотфорд» в матчі Кубка Англії проти «Транмер Роверз» (3:3), а з наступного сезону 2020/21 став залучатись до матчів чемпіонату, допомігши команді посісти 2 місце та повернутись до Прем'єр-ліги.

## Виступи за збірні
2009 року дебютував у складі юнацької збірної Австрії (U-16), загалом на юнацькому рівні взяв участь у 10 іграх, пропустивши 5 голів.
Протягом 2015—2016 років залучався до складу молодіжної збірної Австрії. На молодіжному рівні зіграв у 16 офіційних матчах, пропустив 17 голів.
У березні 2017 року Бахманн вперше був викликаний до національної збірної Австрії на матчі проти Молдови та Фінляндії, але на поле не вийшов.
У травні 2021 року Бахманн був включений до заявки збірної на чемпіонат Європи 2020 року.